# Geringging Jaya
Geringging Jaya is een bestuurslaag in het regentschap Kuantan Singingi van de provincie Riau, Indonesië. Geringging Jaya telt 1496 inwoners (volkstelling 2010).